# 羅伊特貝格米爾巴赫河
47°49′08″N 11°37′52″E / 47.81897°N 11.63117°E

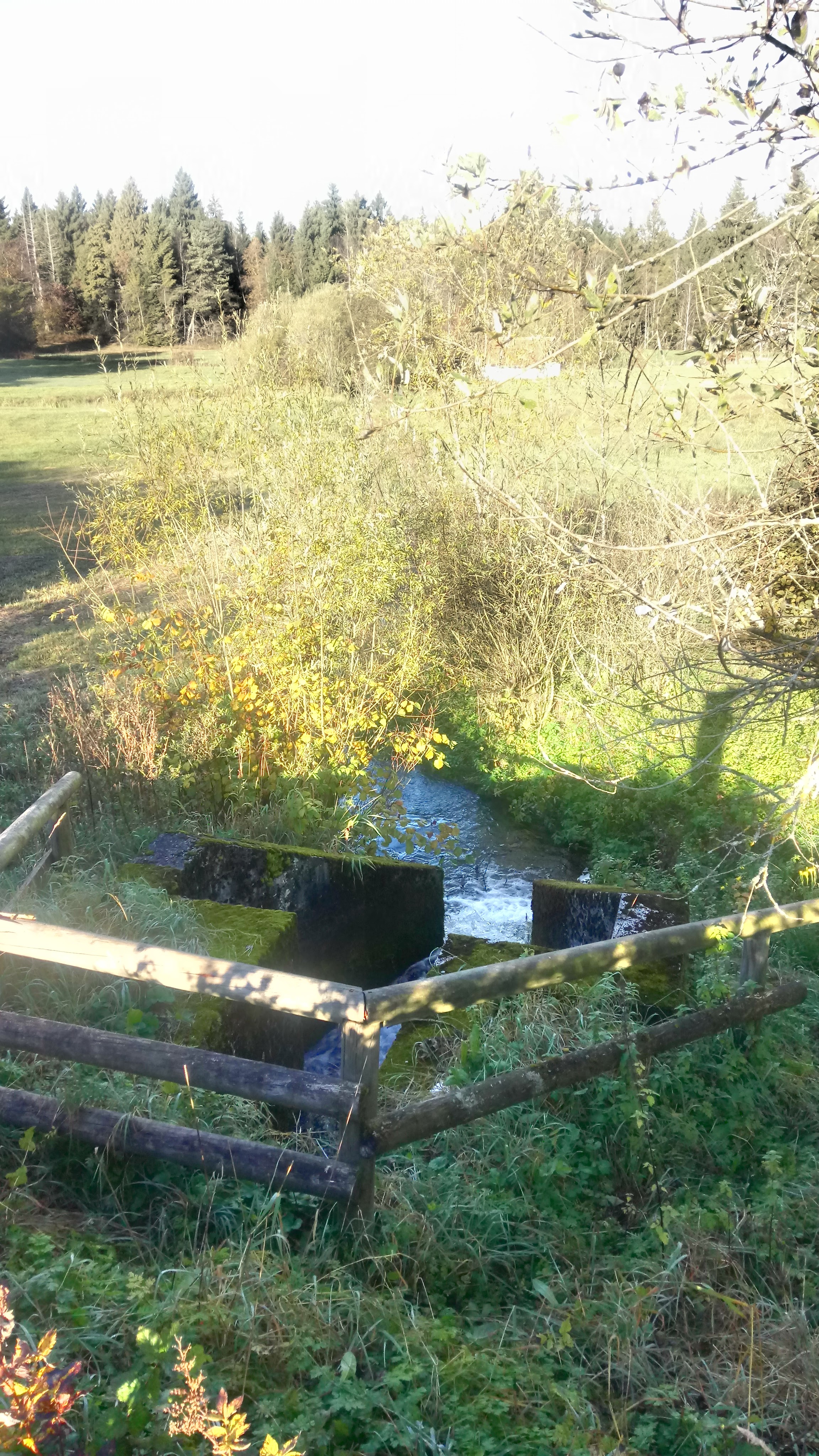

羅伊特貝格米爾巴赫河是德國的河流，位於該國東南部，由巴伐利亞負責管轄，屬於基希塞巴赫河的支流，河道全長2.1公里，發源自薩克森卡姆。